# F. C. Gundlach
Franz Christian Gundlach (* 16. Juli 1926 in Heinebach, Hessen; † 23. Juli 2021 in Hamburg) war ein deutscher Fotograf, Galerist, Sammler, Kurator und Stifter. Im September 2003 war er Gründungsdirektor des Hauses der Photographie in den Deichtorhallen Hamburg.
Seine Modefotografien der 1950er, 1960er und 1970er Jahre, die sich immer wieder mit gesellschaftlichen Phänomenen und aktuellen Strömungen in der bildenden Kunst auseinandersetzten, sind vielfach zu Ikonen geworden, haben ihren Entstehungskontext hinter sich gelassen und ihren Weg in Museen und Sammlungen gefunden. Seit 1975 hat er, zunächst in der PPS. Galerie F. C. Gundlach, später für viele Hamburger und Berliner Museen, international beachtete fotografische Ausstellungen zusammengestellt. Anlässlich der Neueröffnung des umgestalteten Hauses der Photographie kuratierte er im April 2005 die Retrospektive des ungarischen Fotografen Martin Munkácsi, zuletzt die Ausstellungen More Than Fashion für das Moscow House of Photography und Vanity für die Kunsthalle Wien 2011. Seine Sammlung fotografischer Arbeiten unter dem Titel Das Bild des Menschen in der Photographie zählt zu den bedeutendsten privaten Fotosammlungen Deutschlands und steht dem Haus der Photographie als Dauerleihgabe zur Verfügung. Aus dem Bestand seiner Sammlung wurden dort seit 2003 unter anderem die Ausstellungen A Clear Vision, The Heartbeat of Fashion, American Beauties und Maloney, Meyerowitz, Shore, Sternfeld. New Color Photography der 1970er Jahre präsentiert.

## Biografie

### Modefotograf

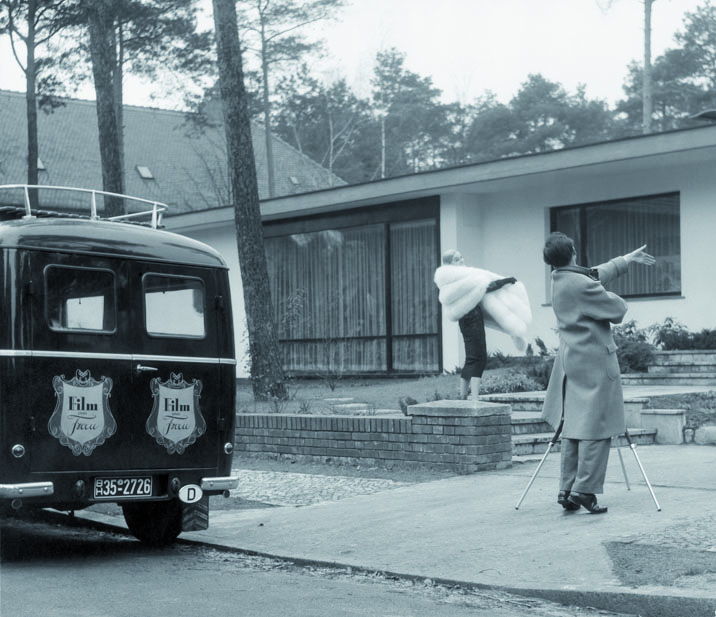
F. C. Gundlach fotografiert für Film und Frau in Berlin 1955, Model Grit Hübscher, Stola von Staebe-Seger, Aufnahme: Charlotte Rohrbach.

Gundlachs Eltern betrieben eine Gastwirtschaft in Heinebach. Die Leidenschaft für die Fotografie wurde bei Gundlach schon im Alter von zehn Jahren geweckt, zu diesem Zeitpunkt bekam er seine erste Kamera, eine Agfa-Box. Von seinem  jüngeren Bruder Gerhard (1929–2006), machte er im Alter von 10 Jahren sein erstes Foto. Ab 1938 hatte er eine eigene Dunkelkammer im Elternhaus. Nach dem Schulabschluss am Jacob-Grimm-Gymnasium in Rotenburg/Fulda im Jahr 1943 – als einer des vorletzten Aufgebots musste er ab 1944 noch die Endphase des Kriegs als Soldat  und anschließende Kriegsgefangenschaft miterleben – lernte er das Handwerk nach Kriegsende 1947 bis 1949 auf der privaten Fotografieschule Private Lehranstalt für Moderne Lichtbildkunst bei Rolf W. Nehrdich in Kassel. Bis 1952 arbeitete er als Assistent verschiedener Fotostudios, u. a. bei Ingeborg Hoppe  in Stuttgart und Harry Meerson in Paris.
Als freiberuflicher Fotograf veröffentlichte er ab 1949 vor allem Theater- und Filmreportagen in Magazinen wie der Deutschen Illustrierten und Revue sowie in Stern, Twen Quick. Seine Spezialisierung auf Modefotografie im journalistischen Stil begann 1953 mit der Arbeit für die in Hamburg erscheinende Zeitschrift Film und Frau, für die er vor allem die Mode deutscher Modeschöpfer, die Pariser Haute Couture und immer wieder Pelzkampagnen fotografierte. Ein Schwerpunkt seiner Arbeiten lag auf Modereportagen mit Filmstars in Mode und Künstlerporträts unter anderem von Romy Schneider, Hildegard Knef, Dieter Borsche und Jean-Luc Godard. Für Film und Frau, aber auch für den Stern, für Annabelle, Twen und andere Zeitschriften unternahm F. C. Gundlach seit dieser Zeit Mode- und Reportagereisen bis in den Nahen, Mittleren und Fernen Osten sowie nach Mittel- und Südamerika. Im Rahmen eines Exklusiv-Vertrags mit der Zeitschrift Brigitte fotografierte er ab Mitte der Sechziger Jahre bis 1983 viele der trendsetzenden Modeteile, insgesamt mehr als 160 Titelcover und 5.000 Seiten redaktionellen Modeteil. Location-Reisen führen ihn in den siebziger und achtziger Jahren nach Südamerika, nach Afrika, aber vor allen Dingen nach New York und an die amerikanische Westküste.
Seine retrospektiv angelegten Einzelausstellungen, wie beispielsweise ModeWelten (1985), Die Pose als Körpersprache (1999), Bilder machen Mode (2004) oder F. C. Gundlach. Das fotografische Werk (2008) wurden in vielen Museen und Galerien im In- und im Ausland gezeigt.

„Er ist ein Fotograf, dessen Bilder das Wissen um die dominierende Rolle der Mode als kultureller Gesellschaftsfaktor bestimmt. Deshalb hat er die Erscheinungen der Mode auch nur selten isoliert dargestellt, sie vielmehr mit der Phänomenologie der Alltagswirklichkeit verknüpft und in den soziokulturellen Zusammenhang gestellt, dem sie letztendlich entstammt. F. C. Gundlach erweist sich als fotografischer Künstler mit Stilwillen, als Meister der Inszenierung, der souverän über die Fläche des fotografischen Bildes verfügt und seine Gegenstände in immer neuen formalen Konstellationen organisiert: als Fotograf von außergewöhnlicher ästhetischer Qualität.“

„Als Modephotograph, der sich des aufzeichnenden Mediums für seine Inszenierungen bedient, muß der Photograph ganz in seiner Zeit leben, denken und fühlen. Modephotographien sind immer Interpretationen und Inszenierungen. Sie reflektieren und visualisieren den Zeitgeist der Gegenwart und antizipieren denjenigen von morgen. Sie bieten Projektionsflächen zur Identifikation an, aber auch für Träume, Wünsche und Sehnsüchte. Und doch sagen Modephotographien mehr über eine Zeit aus, als Dokumentarphotographien, die vorgeben, Realität abgebildet zu haben.“

### Unternehmer, Galerist, Kurator
Um die Infrastruktur für Fotografen in Deutschland zu verbessern, gründete er 1967 die Firma CC (Creative Color GmbH), bald darauf das fotografische Dienstleistungsunternehmen PPS. (Professional Photo Service) mit Schwarzweiß- und Farb-Laboren, Equipment-Handel, Mietstudios und Fachbuchhandlung. 1975 erweiterte er das Unternehmen um die PPS. Galerie F.C. Gundlach, eine der ersten reinen Fotogalerien Deutschlands.
In der PPS. Galerie präsentierte F. C. Gundlach von 1975 bis 1992 mehr als 100 Ausstellungen u. a. von Irving Penn und Richard Avedon, von Joel-Peter Witkin und Robert Mapplethorpe, von Martin Kippenberger und Albert Oehlen, von Nan Goldin und Wolfgang Tillmans. Seit Beginn der achtziger Jahre konzentrierte sich seine Aufmerksamkeit zunehmend auf das Sammeln photographischer Werke und die Konzeption photographischer Ausstellungen. Es entstanden die Ausstellungen Das Medium Fotografie ist berechtigt, Denkanstöße zu geben im Hamburger Kunstverein 1989, Berlin en Vogue in der Berlinischen Galerie 1993, Modebilder, Bildermode / Zeitgeist becomes Form für das Institut für Auslandsbeziehungen (Ifa) 1995, Das deutsche Auge in den Deichtorhallen Hamburg 1996, Emotions & Relations in der Kunsthalle Hamburg 1998, Wohin kein Auge reicht in den Deichtorhallen Hamburg 1999 und Mode – Körper – Mode im Museum für Kunst und Gewerbe Hamburg 2000.
Nach langjähriger Tätigkeit als Dozent wurde F. C. Gundlach 1988 als Professor an die Hochschule der Künste Berlin berufen. Als Lobbyist für die Photographie gründete er 1993 den Arbeitskreis Photographie Hamburg e. V. und initiierte 1999 die 1. Triennale der Photographie in Hamburg, die seitdem alle drei Jahre stattfindet (2002: Reality Check; 2005: Archiv der Gegenwart; 2008: Say Cheese; 2011: Wechselspiel. Foto-Film-Foto).
Er war Mitglied der Freien Akademie der Künste Hamburg.

### Stifter
Um sein Lebenswerk und seine umfangreiche Photosammlung Das Bild des Menschen in der Photographie auf Dauer zu sichern und den aktiven, wissenschaftlichen und kreativen Umgang mit seinem gesamten photographischen Vorlass zu ermöglichen, gründete er 2000 die Stiftung F. C. Gundlach, deren Zweck die Förderung von Kunst, Wissenschaft und Forschung auf dem Gebiet der Photographie, insbesondere die Förderung der Photographie als Kulturgut ist.
Von September 2003 bis Ende 2005 war F. C. Gundlach Gründungsdirektor des Hauses der Photographie in den Deichtorhallen Hamburg, das die Sammlung Das Bild des Menschen in der Photographie als Dauerleihgabe aufgenommen hat. Dort zeigte er unter anderem Corpus Christi – Christusdarstellungen aus drei Jahrhunderten Photographie (2003), Martin Parr – Photographische Werke 1971–2001 (2004), Martin Munkacsi – Think while you shoot (2005) und Barbara Klemm – Künstlerportraits 1968–2004 (2005). Am 26. September 2006 wurde dort die Ausstellung The Heartbeat of Fashion – Photographische Werke aus der Sammlung F. C. Gundlach eröffnet.

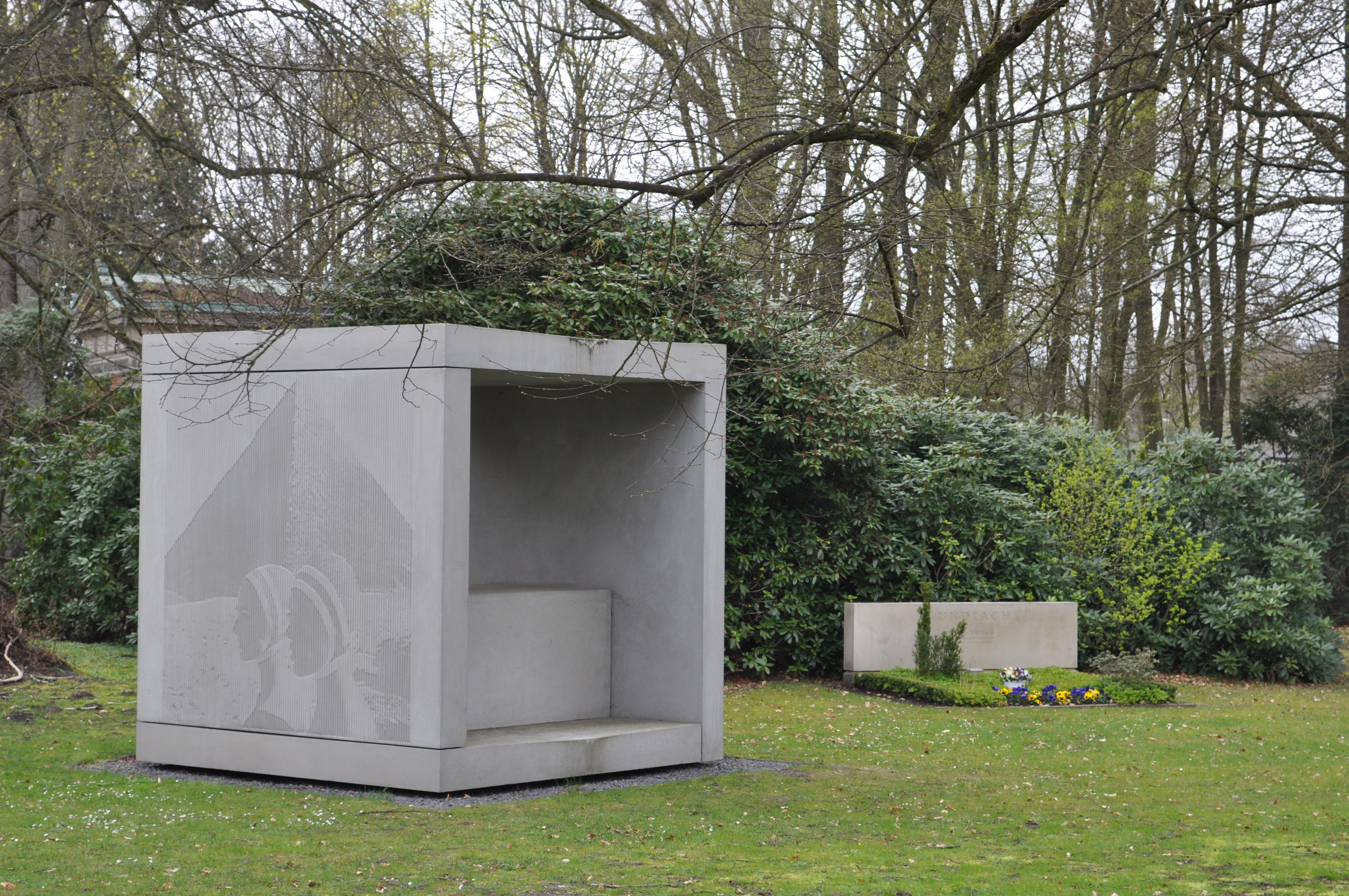
Gundlach-Mausoleum mit Foto-Szene Gundlachs (1966, Pyramiden von Gizeh) auf dem Friedhof Ohlsdorf, zu Lebzeiten Gundlachs entworfen von Roland Poppensieker

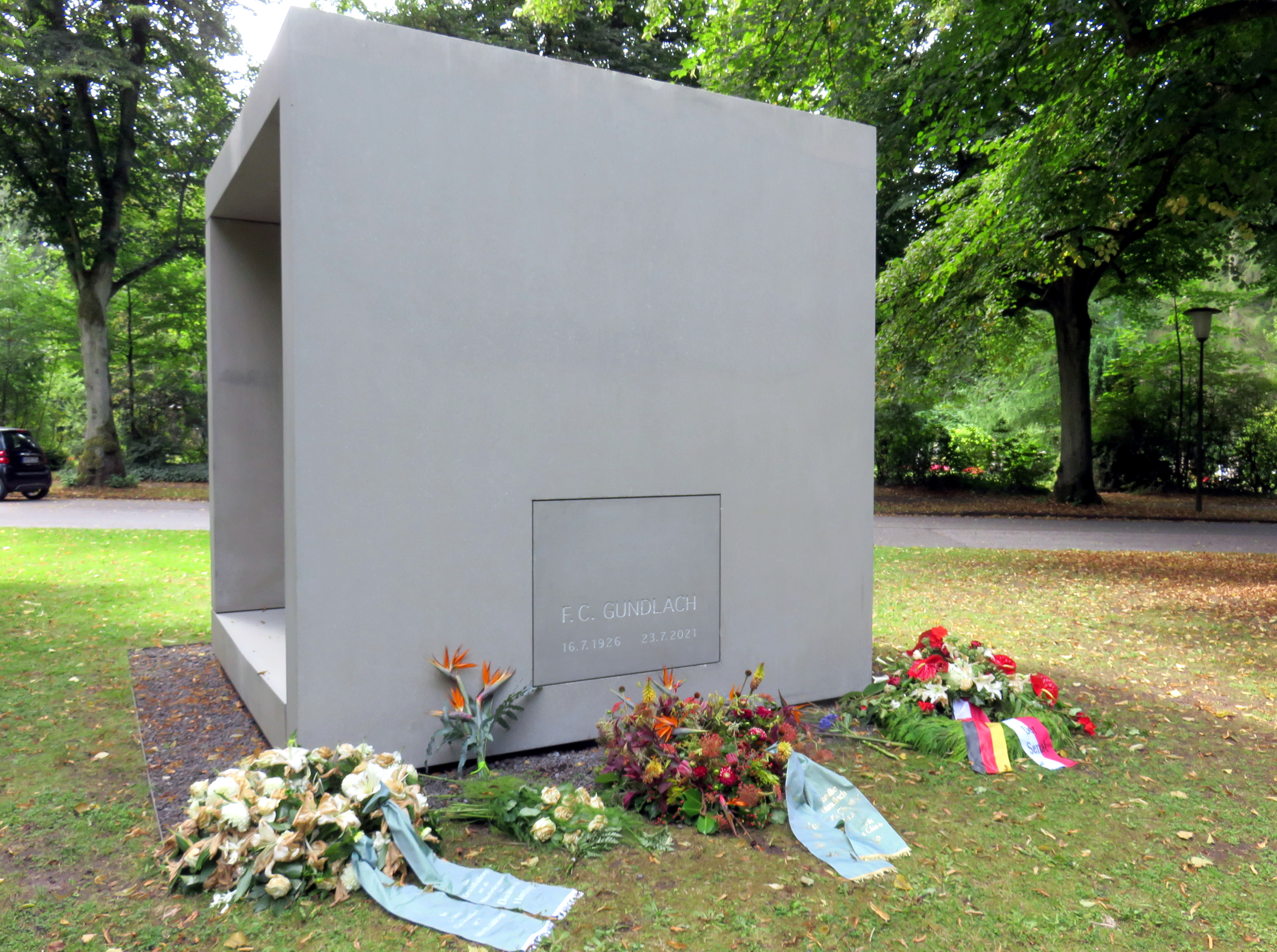
Rückseite Gundlach-Mausoleum nach der Beisetzung

### Tod
Gundlach lebte ab 1956 in Hamburg. Am 23. Juli 2021 starb Gundlach in Hamburg im Alter von 95 Jahren in einem Seniorenheim, in dem auch seine letzte Ausstellung F.C. Gundlach at Work stattfand. Er wurde auf dem Friedhof Ohlsdorf beigesetzt.

## Sammlung F. C. Gundlach „Das Bild des Menschen in der Photographie“
Das Bild des Menschen war von Beginn an Gegenstand photographischen Schaffens. In der Sammlung F. C. Gundlach kommt jenen photographischen Werken eine besondere Bedeutung zu, die über ihren historischen Status als Zeitdokumente hinaus neue Sichtweisen auf Dignität und Verletzbarkeit des Menschen eröffnen.
Auf besondere Weise bezeugt die Photographie den sich wandelnden Blick auf den Menschen. Einen Schwerpunkt der Sammlung bilden daher Photographien, die das Bild des Menschen in seiner äußeren Erscheinung reflektieren – in Moden, Posen, Mimik und Gestik. Die der Sammlung zu Grunde gelegte weite Definition von Mode als Zeitgeist verlangt dabei zugleich eine Berücksichtigung auch jener Photographien, die nicht als Modephotographien im engeren Sinne zu interpretieren sind, jedoch Zeitzeugenschaft reflektieren.
Einen weiteren Schwerpunkt innerhalb der Sammlung bilden darüber hinaus Menschenbilder von mit Photographie arbeitenden Bildenden Künstlern, die den dialogischen Charakter des Mediums akzentuieren.

## Ehrungen und Preise
- F. C. Gundlach wurde 1972 in die Deutsche Gesellschaft für Photographie (DGPh) berufen und 1976 in deren Vorstand gewählt, dem er bis 1996 angehörte. Die Gesellschaft verlieh ihm 1996 die goldene Ehrennadel und 2001 den Kulturpreis der DGPh.
- 1976 wurde er in den Vorstand des Bundes Freischaffender Foto-Designer (BFF) gewählt und ist seit 1988 Ehrenvorstand des Verbandes.
- 1997 wurde F. C. Gundlach das Bundesverdienstkreuz am Bande verliehen.
- 1998 erhielt er die Goldene George-Eastman-Medaille für hervorragende Verdienste um die deutsche Photographie.
- Die Hochschule für bildende Künste Hamburg zeichnete ihn 2000 für sein photographisches Werk mit der Ehrenprofessorwürde aus. Im gleichen Jahr wurde er in die Freie Akademie der Künste in Hamburg berufen.
- Von 2000 bis 2003 war er Vorsitzender des Kuratoriums Deutsches Centrum für Photographie.
- 2006 wurde er vom Hamburger Senat mit der Medaille für Kunst und Wissenschaft für das vielfältige und unermüdliche Engagement für die Photographie in Hamburg geehrt.
- Am 30. Oktober 2008 wurde ihm die Ehrenbürgerwürde der Gemeinde Alheim verliehen, da sein Geburtsort Heinebach heute ein Ortsteil von Alheim ist.[13]
- 2011: Hessischer Kulturpreis
- 2012: Henri-Nannen-Preis für sein Lebenswerk
- 2020: Ehrennadel für 70 Jahre Mitgliedschaft im DJV

## Ausstellungen (Auswahl)

### Einzelausstellungen
- 1951: F. C. Gundlach. Librairie Jean Robert, Paris
- 1986: ModeWelten, Rheinisches Landesmuseum Bonn; 1986 Neue Galerie Kassel; 1986 Hochschule der Künste Berlin; 1987 Museum für Kunst und Gewerbe Hamburg; 1988 Kunstverein Frankfurt am Main; 1988 Fotoforum Bremen; 1988 Kunstverein Erlangen; 1989 Neue Galerie des Joanneums Graz; 1990 Goethe-Institut Paris; 1990 Goethe-Institut Nancy; Marseille, Rotterdam u. a. O.
- 1992: Die Geschichte der Pose. Mois de l’image Nancy
- 1997: Zeitgeist Becomes Form. American Fine Art New York
- 1999: Die Pose als Körpersprache, Fotomuseum Braunschweig; 2000 Kunstverein Halle Saale; 2001 Moscow House of Photography; 2001 Staatliche Museen zu Berlin – Kunstbibliothek; 2003 Städtische Galerie Iserlohn
- 2001: F. C. Gundlach – A Passion for Photography. Galerie Kicken Berlin
- 2004: Sophisticated Lady. Bread & Butter Berlin
- 2004: Bilder machen Mode. Neue Galerie des Joanneums Graz
- 2004: Die Pose als Körpersprache II. Kirchensälchen Heinebach
- 2004: F. C. Gundlach – Mode und Porträts. focus Galerie Köln
- 2005: Die sechziger Jahre. Zephyr – Raum für Fotografie Mannheim
- 2005: Wählergunst – Wählerkunst. Die kleine Rache des Souveräns. Hühnerposten Hamburg
- 2006: Color. Galerie Kicken Berlin
- 2006: Fashion Photography. Galerie 206 Berlin
- 2008: F. C. Gundlach. Das fotografische Werk. Haus der Photographie – Deichtorhallen Hamburg
- 2009: F. C. Gundlach. Das fotografische Werk. Martin-Gropius-Bau Berlin
- 2010: F. C. Gundlach. Das fotografische Werk. Neues Museum Nürnberg
- 2011: Berliner Durchreise 2011, Contemporary Fine Arts Berlin
- 2011: The Middle East in the 50s and 60s, Sfeir-Semler Gallery Beirut
- 2012: F. C. Gundlach. Berlin – Paris. Kulturhaus Osterfeld Pforzheim
- 2014: High Fashion. Auktionshaus Lempertz, Köln
- 2014: F. C. Gundlach in Brasilien – Mode- und Reportagefotografie. Stadtmuseum Nordhorn
- 2014: Kunsthaus Alte Mühle, Schmallenberg
- 2015: On the Wings of Fashion. AbtArt, Stuttgart
- 2016: 90 Jahre- 90 Bilder. CFA Galerie Berlin
- 2016: Eyes on Paris. Dear Photography, Hamburg
- 2016 Elegance and Pose, Shenzhen Art Museum, Shenzhen
- 2018: Around the World in Fashion. Interconti, Düsseldorf
- 2019: Generation Gundlach. Prägende Werke eines Meisters der Modefotografie, Elbschloss Residenz, Hamburg
- 2019:  500.000 Meilen – mit F. C. Gundlach um die Welt, Photobastei Zürich
- 2019–2020: Big Shots – Fotografische Ikonen von F.C. Gundlach, Petra Gut Contemporary, Zürich
- 2019–2020: Südamerika – F.C. Gundlach, Flo Peters Gallery, Hamburg
- 2021: F.C. Gundlach at Work, Elbschloss Residenz, Hamburg

  Quelle: 

### Ausstellungsbeteiligungen
- 1975: Fotografie 1929-1975. Württembergischer Kunstverein Stuttgart
- 1979: Deutsche Photographie nach ’45. Kunstverein Kassel
- 1982: Lichtbildnisse – das Portrait in der Photographie. Rheinisches Landesmuseum Bonn
- 1983: Modefotografie der 50er Jahre. PPS. Galerie Hamburg u. a. O.
- 1985: Aufbaujahre – 3 Photographen: Fritz Eschen, F. C. Gundlach, Otto Borutta. Berlinische Galerie
- 1985: Das Selbstportrait im Zeitalter der Photographie. Musée Cantonal Lausanne u. a. O.
- 1985: 50 Jahre moderne Farbphotographie 1936-1986. Photokina Köln
- 1993: Berlin en Vogue. Berlinische Galerie; 1993 Museum für Kunst und Gewerbe Hamburg; 1993 Fotomuseum München
- 1995: Bildermode – Modebilder. Deutsche Modephotographie 1945-1995. Kunstbibliothek Berlin; 1995 Kunsthalle Bremen; 1996 Corgin Gallery Washington; 1996 Boston Art Institute; 1997 Pat Hearn/Morris Healy Gallery New York; Mailand, Rom, Genua, Tokio, Peking, Seoul, Singapur, Nowosibirsk, Omsk, Petersburg u. a. O.
- 1996: Twen. Stadtmuseum München; 1996 Kunsthaus Hamburg, 2002 Ministerio de Educacion, Cultura y Deporte Madrid u. a. O.
- 1997: Someone else with my fingerprints. David Zwirner Gallery New York u. a. O.
- 1999: Wohin kein Auge reicht. Deichtorhallen Hamburg
- 2000: Mode – Körper – Mode. Museum für Kunst und Gewerbe Hamburg
- 2001: Botschafterinnen der Mode. Kunstbibliothek Berlin
- 2002: Selbstportraits Hamburger Fotografen. Altonaer Museum Hamburg
- 2003: Von Körpern und anderen Dingen. City Gallery Prague; 2004 Museum Bochum; 2004 Deutsches Historisches Museum Berlin; 2004 House of Photography Moskau
- 2004: Parameter of Life. Stiftung Wörlen Passau
- 2004: Face to Face. Langhans Gallery Prag
- 2005: Entrez lentement. Politecnico di Milano
- 2005: My private Heroes. MARTa Herford
- 2005: Die fünfziger Jahre – Alltagskultur und Design. Museum für Kunst und Gewerbe Hamburg
- 2005: Braut Moden Schau. Altonaer Museum Hamburg
- 2010: The Heartbeat of Fashion as inspired by F. C. Gundlach. Howard Greenberg Gallery New York
- 2010: Fashion. Story of a Lifetime. Empty Quarter Gallery Dubai
- 2011: Vanity. Kunsthalle Wien
- 2013: Vanity. Muzeum Naradowe/National Museum, Krakau
- 2014: Three. Hagedorn Foundation Gallery, Atlanta
- 2014: Steel Ikonen. Automuseum Prototyp, Hamburg
- 2015: Das Medium ist berechtigt, Denkanstöße zu geben. CFA Contemporary Fine Arts, Berlin
- 2017 Vanity, Scop, Shanghai
- 2018: The Shape of Light. Tate Modern, London
- 2018: Icons of Style. Getty Museum, L.A.
- 2019: Icons of Style. MFA Houston
- 2019: Fashion and Fiction. In Dialogue with Helmut Newton, Kampa Museum Prag
- 2021: Dressed for Success – 100 years of fashion photography. Falsterbo Photo Art Museum

  Quelle: 

## Veröffentlichungen als Herausgeber und Kurator
- (Hrsg.): Vom New Look zum Petticoat. Deutsche Modephotographie der fünfziger Jahre. Berlin 1984.
- mit Kunstverein Hamburg (Hrsg.): Das Medium der Fotografie ist berechtigt, Denkanstöße zu geben. Die Sammlung F.C. Gundlach. Ausst.-Kat. Kunstverein Hamburg, Hamburg 1989.
- (Hrsg.), PPS und Richter-Verlag: Zwischenzeiten, Bilder ostdeutscher Photographen. Hamburg/Berlin/Düsseldorf 1991.
- mit Uli Richter (Hrsg.): Berlin en vogue – Berliner Mode in der Photographie. Ausst.-Kat. Berlinische Galerie, Tübingen/Berlin 1993.
- (Konzeption und Zusammenstellung): Bildermode-Modebilder. Deutsche Modephotographien 1945-1995. Ausst.-Kat. Institut für Auslandsbeziehungen, Stuttgart 1995.
- (Hrsg. als Vorsitzender des Arbeitskreises Photographie Hamburg e. V.): Das deutsche Auge. 33 Photographen und ihre Reportagen. 33 Blicke auf unser Jahrhundert. Ausst.-Kat. Deichtorhallen Hamburg, Hamburg 1996.
- Hamburger Kunsthalle (Hrsg.): Emotions & Relations. Nan Goldin, David Armstrong, Mark Morrisroe, Jack Pierson und Philip-Lorca diCorcia. Ausst.-Kat. Hamburger Kunsthalle, Hamburg 1998.
- mit Wilhelm Schürmann und Arbeitskreis Photographie Hamburg e. V. (Hrsg.): Wohin kein Auge reicht. Von der Entdeckung des Unsichtbaren. Ausst.-Kat. Deichtorhallen Hamburg, Hamburg 1999.
- mit Claudia Gabriele Philipp (Hrsg.): Mode-Körper-Mode. Photographien eines Jahrhunderts. (= Dokumente der Photographie, 5.) Ausst.-Kat. Museum für Kunst und Gewerbe Hamburg, Hamburg 2000.
- (Hrsg.): Martin Munkácsi. Think while you shoot! Retrospektive. Ausstellungs-Katalog, Haus der Photographie – Deichtorhallen Hamburg. Steidl, Göttingen 2005, ISBN 978-3-86521-099-9.
- (Hrsg.), Pepa Hristova (Fotos), Sophia Greiff, Danail Yankov (Text): Sworn Virgins. Kehrer, Heidelberg 2013, ISBN 978-3-86828-347-1.
- (Hrsg.): Peter Keetman. Gestaltete Welt. Ausstellungskatalog. Herausgegeben von Museum Folkwang und Stiftung F. C. Gundlach. Steidl, Göttingen 2016, ISBN 978-3-95829-204-8. Ausschnitte.